# Bilidegilu, Mandya
Bilidegilu là một làng thuộc tehsil Mandya, huyện Mandya, bang Karnataka, Ấn Độ.